# Dubravni (Krasnodar)
Dubravni (del ruso: Дубравный) es un seló del distrito de Ádler de la unidad municipal de la ciudad-balneario de Sochi, en el krai de Krasnodar de Rusia, en el sur del país (Cáucaso occidental). Está situado en los montes entre la orilla derecha del Kudepsta el nacimiento del arroyo Zmeika, afluente del anterior, 16 km al este de Sochi y 184 km al sureste de Krasnodar. Tenía 335 habitantes en 2010.
Pertenece al municipio Kudepstinski.

## Lugares de interés
Al sur de Dubravni hay una pequeña iglesia de madera.